# Kaarlo Vasama
Kaarlo Hjalmar "Kalle" Vasama (Tampere, 20 de novembre de 1885 – Tampere, 12 de novembre de 1926) va ser un gimnasta finlandès que va competir a començaments del segle xx.
El 1912 va prendre part en els Jocs Olímpics d'Estocolm, on va guanyar la medalla de plata en el concurs per equips, sistema lliure del programa de gimnàstica.